# Podgorje (żupania pożedzko-slawońska)
Podgorje – wieś w Chorwacji, w żupanii pożedzko-slawońskiej, w gminie Kaptol. W 2011 roku liczyła 253 mieszkańców.